# Amy Fisher

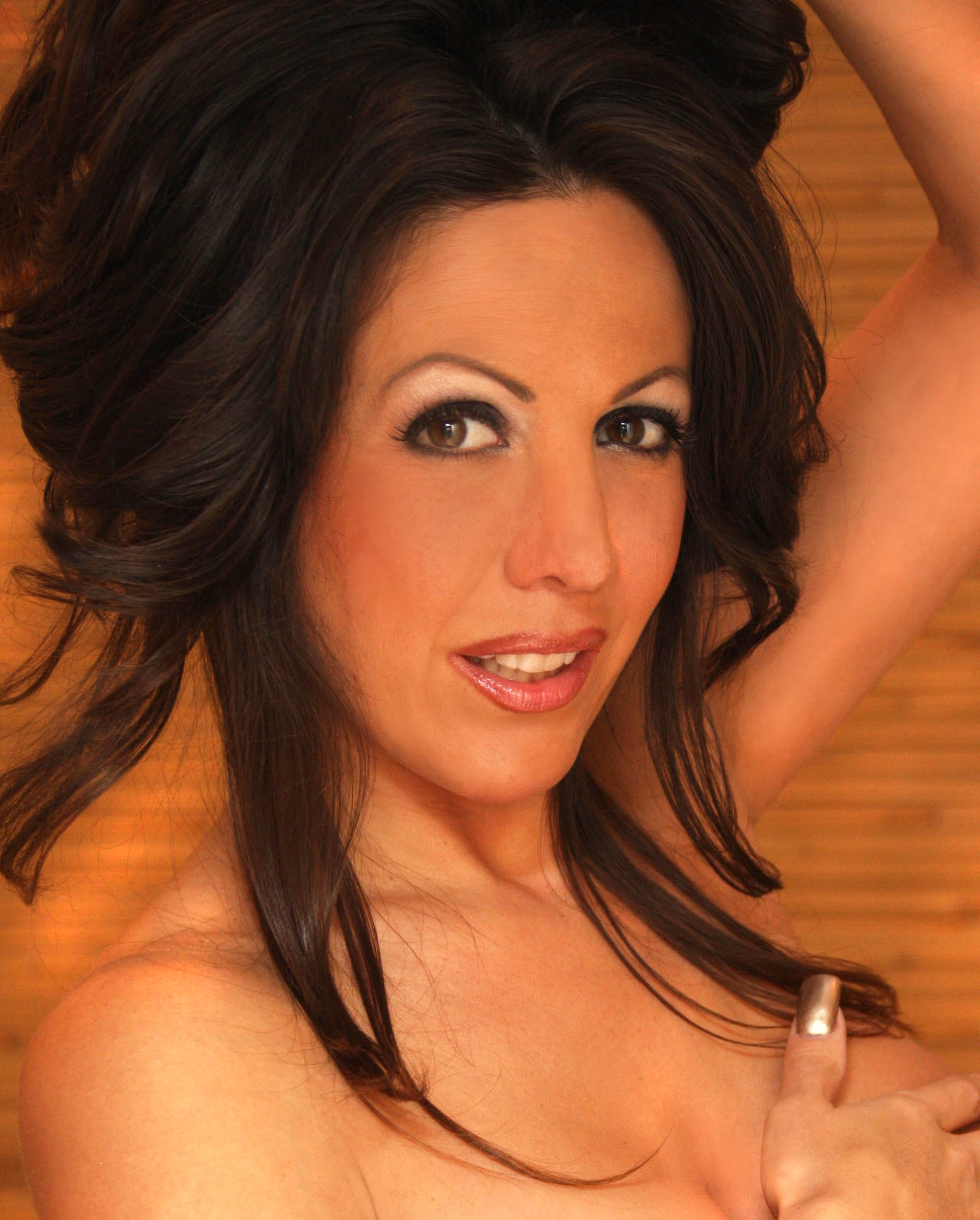
Amy Fisher (2009)

Amy Elizabeth Fisher (* 21. August 1974 in Merrick, New York) wurde in den USA einer breiten Öffentlichkeit als The Long Island Lolita bekannt. Mit 17 Jahren schoss sie Mary Jo Buttafuoco, der Ehefrau ihres Liebhabers Joey Buttafuoco, in den Kopf.

## Leben

### Kindheit
Fisher wurde in Merrick, New York als Tochter einer italienischstämmigen Mutter und eines jüdischen Vaters geboren. Während sich zur Mutter eine liebevolle Beziehung entwickelte, fürchtete sie sich vor ihrem Vater und ging ihm aus dem Weg. Nach eigenen Aussagen kam es mehrfach zu sexuellem Missbrauch durch ein Familienmitglied. Zudem vergewaltigte sie ein Handwerker in ihrem eigenen Bett, als sie 13 Jahre alt war.
Trotzdem war sie in der Lage, Freundschaften aufzubauen, und auch die Beziehung zu ihrer Großmutter gab ihr Halt. Schon früh hatte sie verschiedene sexuelle Beziehungen: Dabei kam es zu einer ungewollten Schwangerschaft mit Abtreibung.

### Beziehung zu Joey Buttafuoco
Im Mai 1991 lernte die 16-jährige Highschoolschülerin den selbständigen Automechaniker Joey Buttafuoco kennen, als sie ihr Auto in seiner Karosseriewerkstatt reparieren ließ. Kurz danach begann sie eine sexuelle Affäre mit dem 35-jährigen verheirateten Familienvater. Nach Fishers Angaben erzählte er ihr oft, wie unglücklich seine Ehe sei. Er habe auch einige Male angedeutet, seine Frau Mary Jo loswerden zu wollen („getting rid“) – das bestritt dieser später jedoch energisch.
Als Fisher im August 1991 finanzielle Schwierigkeiten hatte, begann sie – angeblich auf Anregung Buttafuocos – als Prostituierte in einer Begleitagentur zu arbeiten. Die gemeinsame Affäre wurde fortgesetzt; gleichzeitig isolierte sich Fisher nun aber immer mehr von Freunden und engsten Familienmitgliedern. Sie begab sich immer mehr in Abhängigkeit von Joey, den sie dann drängte, sich zwischen seiner Frau und ihr zu entscheiden. Für sie unbegreiflich, entschied er sich für seine Frau.
Mit ihrer Situation überfordert, unternahm sie einen Suizidversuch, bei dem sie sich die Pulsadern aufschnitt, sich dabei aber nur leicht verletzte.
Sie fand mit Paul Makely zwar einen neuen Freund, begann aber schnell wieder die Beziehung mit Joey. Sie beschäftigte sich jetzt damit, wie sie Mary Jo loswerden könnte, die sie nun als größte Bedrohung für die Beziehung ansah.
Während Fisher später behauptete, Joey habe ihr Tipps gegeben, seine Frau zu töten, bestritt er dies nachdrücklich.

### Die Tat
Am 19. Mai 1992 klingelte Fisher bei den Buttafuocos in Massapequa. Sie konfrontierte Mary Jo Buttafuoco mit der Liebesbeziehung zu ihrem Mann. Als Beleg hatte sie ein T-Shirt seiner Autowerkstatt dabei. Es entwickelte sich ein heftiger Wortwechsel, der einige Minuten andauerte. Als Mary Jo abbrechen wollte, zog Fisher eine halbautomatische Pistole. Mit ihr schoss sie einmal auf Mary Jos Kopf. Fisher flüchtete im Wagen eines Komplizen.
Mary Jo Buttafuoco wurde ohne große Überlebenschance notoperiert. Nach einem Tag Koma erwachte sie jedoch wieder und konnte Angaben zum Tathergang machen. In ersten Befragungen hatte ihr Mann einen Freund von Fisher als möglichen Haupttäter genannt, ihr dagegen nur eine Nebenrolle eingeräumt. Die Aussagen von Mary Jo widerlegten dies jedoch. Widerstrebend führte er die Polizei schließlich am 21. Mai zu Fishers Wohnung, wo sie verhaftet wurde.
Sie räumte ein, in die Tat verwickelt zu sein, behauptete allerdings, dass sich der Schuss versehentlich gelöst habe. Zudem beschuldigte sie Joey, ihr die Waffe gegeben zu haben, was später widerlegt wurde. Außerdem offenbarte sie ihre sexuelle Beziehung zu Joey.

### Das Medieninteresse
Das öffentliche Interesse in den USA über die vermutete Dreierbeziehung brachte das Thema direkt nach ihrer Festnahme auf viele Titelseiten. Auch landesweite Talkshows beschäftigten sich mit dem Kriminalfall.
Ein selbstgedrehtes Video, das von einem früheren Kunden veröffentlicht wurde, fachte das Interesse weiter an: Es zeigte Fisher als Prostituierte in pornografischer Weise.

### Anklage und Inhaftierung
Eine Grand Jury befand die von der Staatsanwaltschaft gegen Fisher vorgelegten Beweise als ausreichend für eine Anklage unter anderem wegen versuchten Mordes. Sie bekannte sich nicht schuldig und verblieb zwei Monate in Untersuchungshaft, bis sie gegen eine Kaution von zwei Millionen US-Dollar vorübergehend wieder freikam. Die Summe konnte sie mittlerweile durch den Rechteverkauf ihrer Geschichte aufbringen.
Um einer lebenslangen Haftstrafe zu entgehen, ging ihr Verteidiger einen Deal ein, der die Haftdauer reduzieren sollte: Wenn sie gegen Joey aussagte, sollte ihre Strafe auf fünf bis 15 Jahre herabgesetzt und sie vor weiterer Strafverfolgung geschützt werden. Daraufhin legte Fisher im September 1992 ein Geständnis ab.
Ein wenig später veröffentlichtes Video zeigte sie am Vortag der Unterzeichnung des Geständnisses. Dabei äußerte sie gegenüber ihrem Freund Paul Makely den Wunsch, ihn zu heiraten, um auf diesem Wege eine Besuchsmöglichkeit für ihn zu schaffen. Außerdem spekulierte sie darüber, ihren Namen durch Anfechtung der diesbezüglichen Strafvollzugsbestimmungen in den Medien präsent zu halten, um sich auf diese Weise ein hohes „Schmerzensgeld“ für die Unannehmlichkeiten ihrer Inhaftierung zu verdienen. Über die Veröffentlichung des Videos war Fisher so bestürzt, dass sie einen weiteren Suizidversuch mit einer Überdosis Beruhigungsmittel unternahm.
Im Oktober 1992 entschied die Staatsanwaltschaft, Joey Buttafuoco nicht im Zusammenhang mit der Tat gegen seine Frau anzuklagen.
Am 5. Dezember 1992 wurde Amy Fisher zu fünf bis 15 Jahren Haft verurteilt. Da sie nicht mehr wegen Mordversuch, sondern wegen schwerer Körperverletzung vor Gericht stand, war dies die Höchststrafe.
Wegen sexuellen Missbrauchs Minderjähriger wurde Joey Buttafuoco im Oktober 1993 (je nach Quelle) zu vier bis sechs Monaten Gefängnis verurteilt.
Während ihrer Haftzeit beschuldigte Fisher mehrere Wachmänner und Sergeants, sie vergewaltigt zu haben, beantragte ihre Verlegung und unternahm auch juristische Schritte. Nach mehreren Anläufen zog sie ihr Anliegen zurück.

### Verkürzung der Haftstrafe
Fishers Geständnis von 1992 wurde wegen eines Fehlers des damaligen Verteidigers 1999 für ungültig erklärt. Das geschah mit Unterstützung von Mary Jo Buttafuoco.
Ein neu abgelegtes Geständnis führte zu einer Verurteilung von drei bis zehn Jahren Haft, woraufhin sie im Mai 1999 auf Bewährung entlassen wurde.

### Seit der Haftentlassung

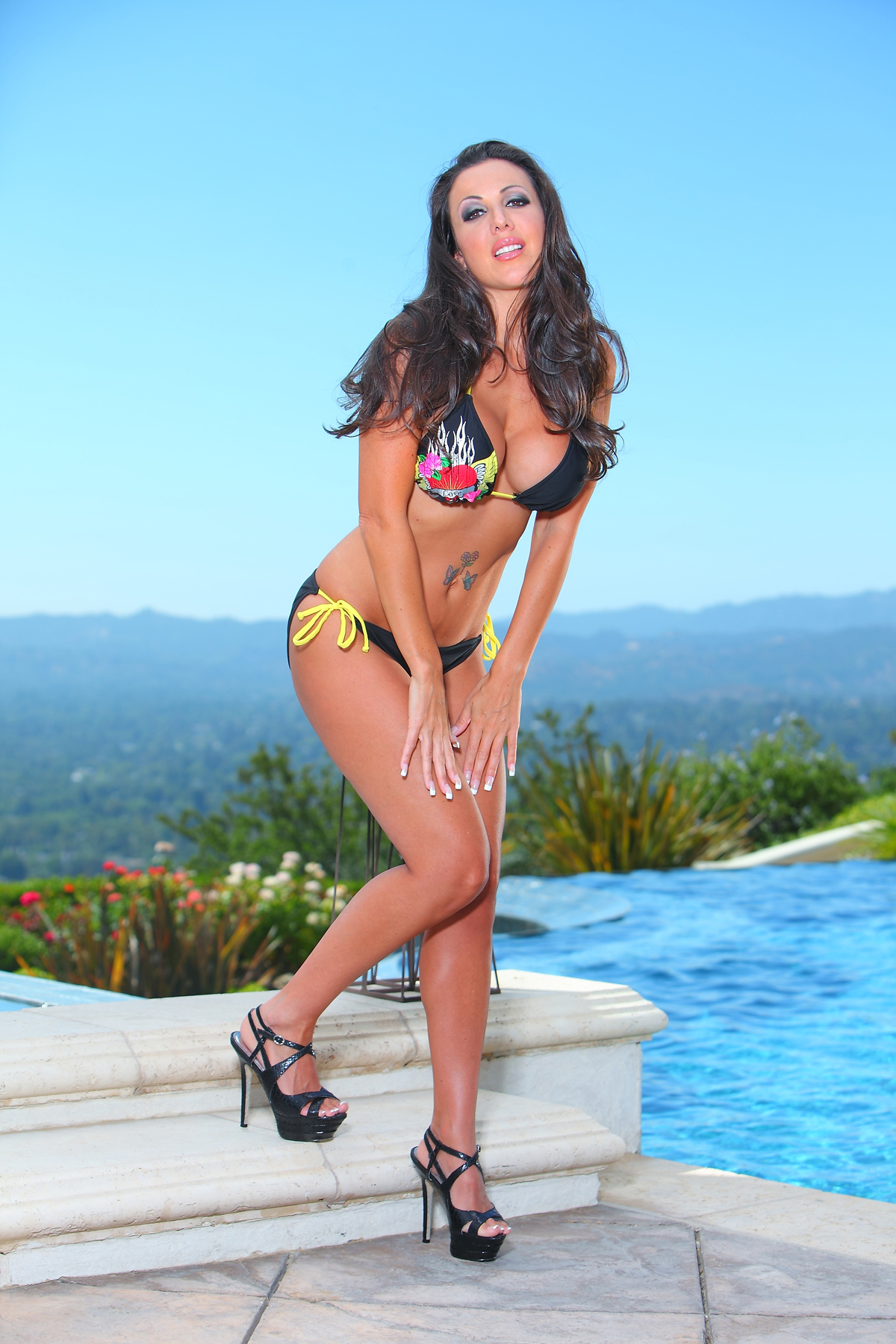
Amy Fisher (2010)

Fisher erhielt eine Autorenstelle als Kolumnistin für die Long Island Press. 2004 wurde sie von Society of Professional Journalists für ihre Arbeit ausgezeichnet.
2003 heiratete sie Louis Bellera, mit dem sie inzwischen zwei Kinder hat.
Mary Jo Buttafuoco und Fisher sprachen sich 2006 vor laufenden Kameras aus; auch zu Joey Buttafuoco entspannte sich ihr Verhältnis wieder. Im Mai 2007 gab es intensive Treffen der beiden, die erneut medial begleitet wurden. Sowohl Fisher als auch Joey Buttafuoco, der sich 2003 von Mary Jo getrennt hatte, hatten zu dieser Zeit Beziehungsschwierigkeiten.
Während die Scheidung von Fisher und Bellera lief, verkaufte dieser im Oktober 2007 einen Pornofilm mit dem Titel Amy Fisher Caught on Tape von sich und Fisher an Red Light District Video. Anfangs versuchte Fisher, gegen die Veröffentlichung vorzugehen, einigte sich dann aber gegen eine sechsstellige Summe auf ein gemeinsames Vermarkten des Videos. Gleichzeitig versöhnten sich beide wieder.
Fisher nahm an der 5. Staffel der Reality-TV-Show Celebrity Rehab with Dr. Drew teil und ließ sich während eines Drogenentzuges begleiten.

## Medien

### Bücher von und über Amy Fisher
- Amy Fisher, Sheila Weller: Amy Fisher – My Story. Pocket Books, 1993, ISBN 978-0-671-86558-0 (dt. Meine Geschichte, 2003, ISBN 978-3-442-12572-2).
- Amy Fisher, Robbie Woliver: If I Knew Then. To Excel/Kaleidoscope Sof, 2004, ISBN 978-0-595-32445-3.
- Pier Dominguez: Amy Fisher: Anatomy of a Scandal: The Myth, the Media and the Truth Behind the Long Island Lolita Story. iUniverse.com, 2001 ISBN 978-0-595-18417-0.
- Maria Eftimiades: Lethal Lolita: A True Story of Sex, Scandal and Deadly Obsession. St. Martin’s Press, 1992 ISBN 0-312-95062-4.

### Verfilmungen
- The Amy Fisher Story (1992, bei IMDb)
- Casualties of Love: The Long Island Lolita Story (1993, bei IMDb)
- Amy Fisher: My Story (1992, bei IMDb)
- Amy Fisher: Caught on tape (2007)